# Nadja Benaissa
Nadja Benaissa (26 d'abril de 1982, Frankfurt del Main) és una cantant, compositora de lletres i ocasional actriu que guanyà fama sent una de les membres de la banda de pop de només xiques No Angels, la "banda musical de xiques que més ha venut de la història".
Després d'una sèrie de llançament d'èxit comercial amb el grup, Benaissa llançà el 2006 el seu àlbum de debut en solitari Schritt für Schritt. L'àlbum semi-autobiogràfic va ser enregistrat per complet en alemany, portant el treball de Benaissa més endins de la soul, R&B i la música jazz, però gaudint d'un èxit comercial moderat.
En febrer del 2010, va ser acusada d'atemptat contra la integritat física de les persones per la policia alemanya per raó d'haver tingut sexe sense protecció amb tres homes entre 2004 i 2006, sense informar-los que era HIV-positiva.